# Dizzy season
dizzy season（ディジー・シーズン）はthe★tambourinesの2枚目のアルバム。

## 内容
当バンド初のフルアルバムは、10曲中5曲は自作曲（3曲は麻井寛史、2曲は松永安未）である。

## 収録曲
1. boarding
作詞：松永安未　作曲・編曲：麻井寛史
2. innocent fight
作詞：松永安未　作曲・編曲：麻井寛史
3. アツイナミダ <album mix>
作詞：松永安未　作曲：三好誠　編曲：大賀好修
4. wonder boy
作詞：松永安未　作曲：徳永暁人　編曲：大賀好修
5. maybe...still
作詞・作曲：松永安未　編曲：大賀好修
6. vibes
作詞・作曲：松永安未　編曲：the★tambourines
7. afresh wish
作詞：松永安未　作曲・編曲：徳永暁人
8. fighting girl
作詞：松永安未　作曲：三好誠　編曲：麻井寛史
9. flash back <mono mix>
作詞：松永安未　作曲：岩井勇一郎　編曲：古井弘人
10. ending
作詞：松永安未　作曲・編曲：麻井寛史

## 参加ミュージシャン
- 宇徳敬子 - コーラス (#3,4,7)
- 岩田見希 - コーラス (#5)
- 輝門 - コーラス (#5)
- 岩井勇一郎 - コーラス (#9)
- 大賀好修 (nothin' but love) - アコースティック・ギター、エレクトリック・ギター (except #7,8,9)
- 徳永暁人 - アコースティック・ギター、エレクトリック・ギター (#7)
- 三好誠 - アコースティック・ギター、エレクトリック・ギター (#8,9)